# 長生町
長生町（ながいけちょう）は、徳島県阿南市の町名。2014年3月31日現在の人口は3,103人、世帯数は1,230世帯。郵便番号は〒774-0046。

## 地理
阿南市の北部に位置する。
桑野川の中流から下流に位置し、同川が北東流しているため、下流域に当たる北東部は平坦地が広がっているが、西部や南部は山が迫ってきている。
北部には、阿波国に50社あった式内社の八桙神社があり、国や県の重要文化財を所蔵している。また、地内には徳島県天然記念物に指定されている長生暖地性樹林がある。
|        | 西                       | 東               | 北     | 南             |
| ------ | ------------------------ | ---------------- | ------ | -------------- |
| 長生町 | 加茂町・熊谷町・下大野町 | 宝田町・見能林町 | 上中町 | 桑野町・山口町 |

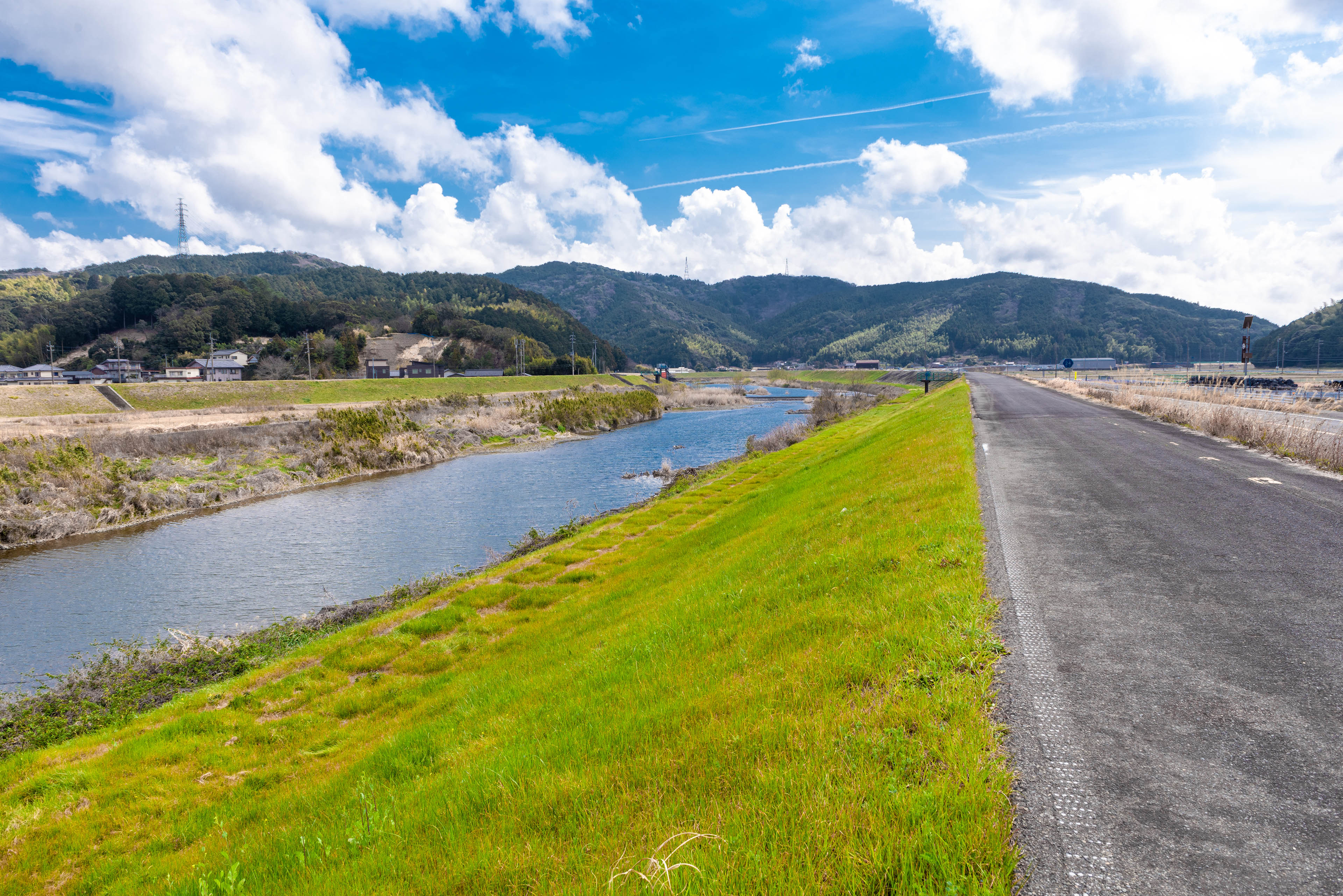
桑野川 左岸 長生町租ヶ谷
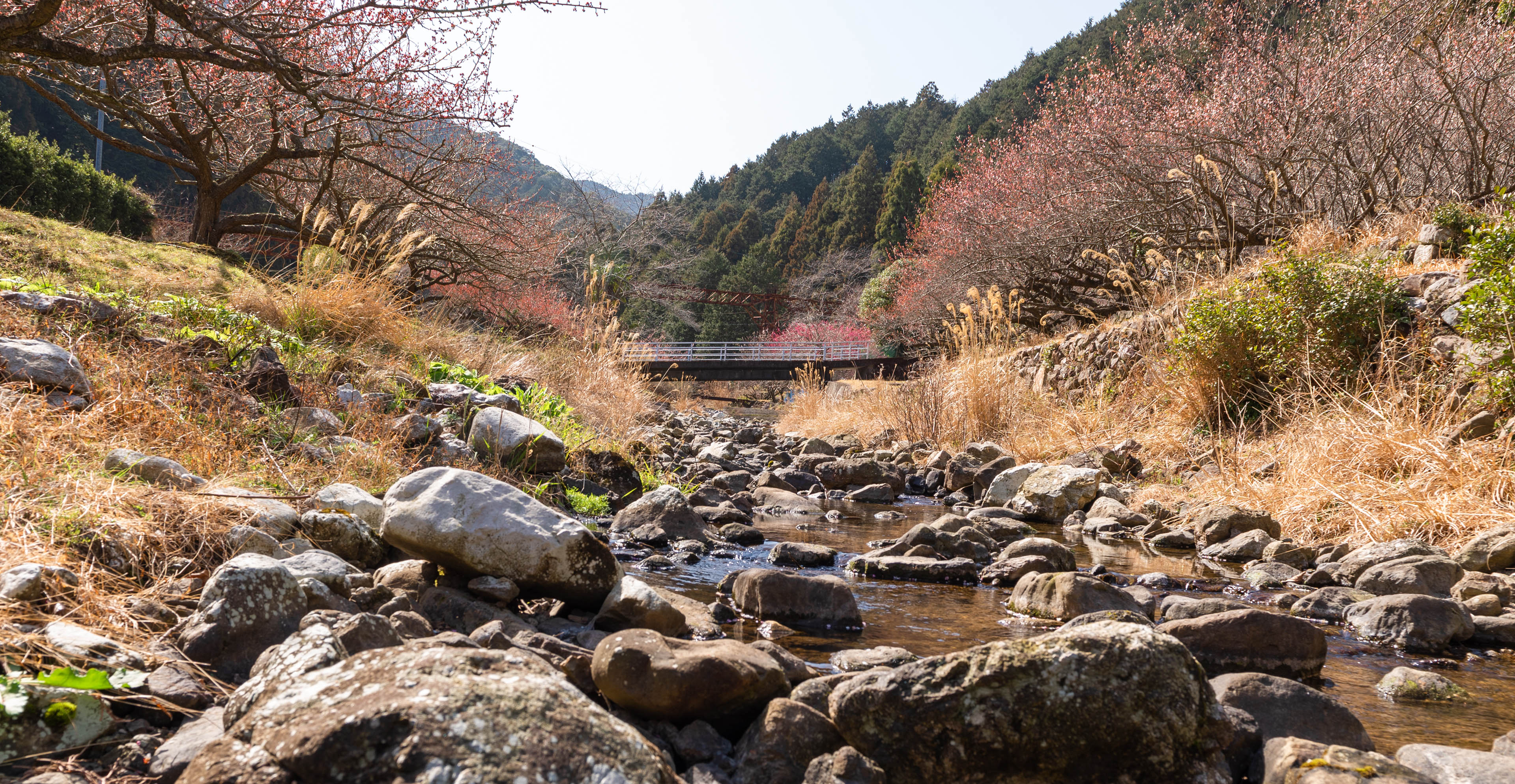
堂谷川 明谷梅林付近
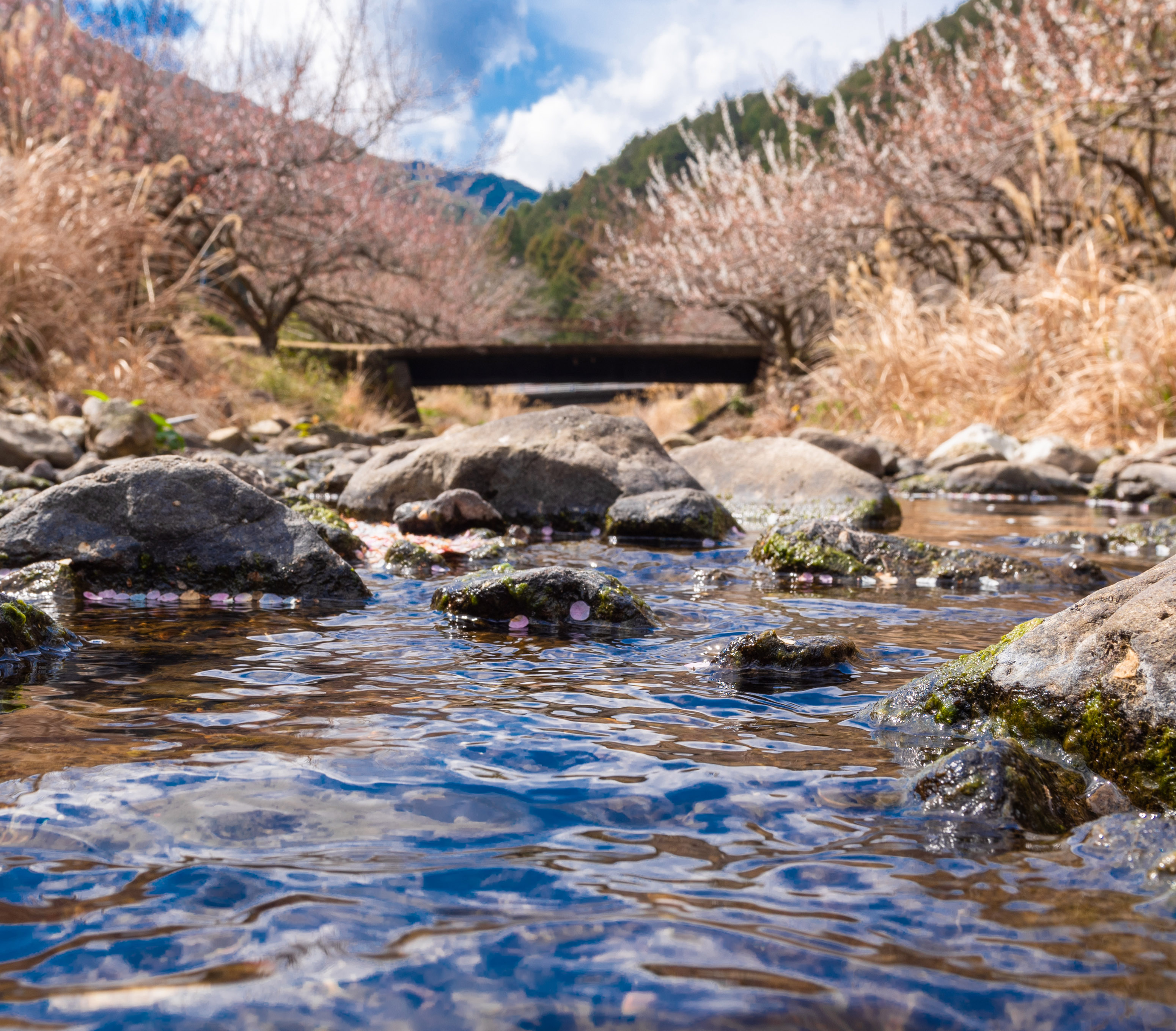
堂谷川 明谷梅林付近

### 山岳
- 西方山

### 河川
- 桑野川
- 堂谷川（桑野川支流）

## 観光

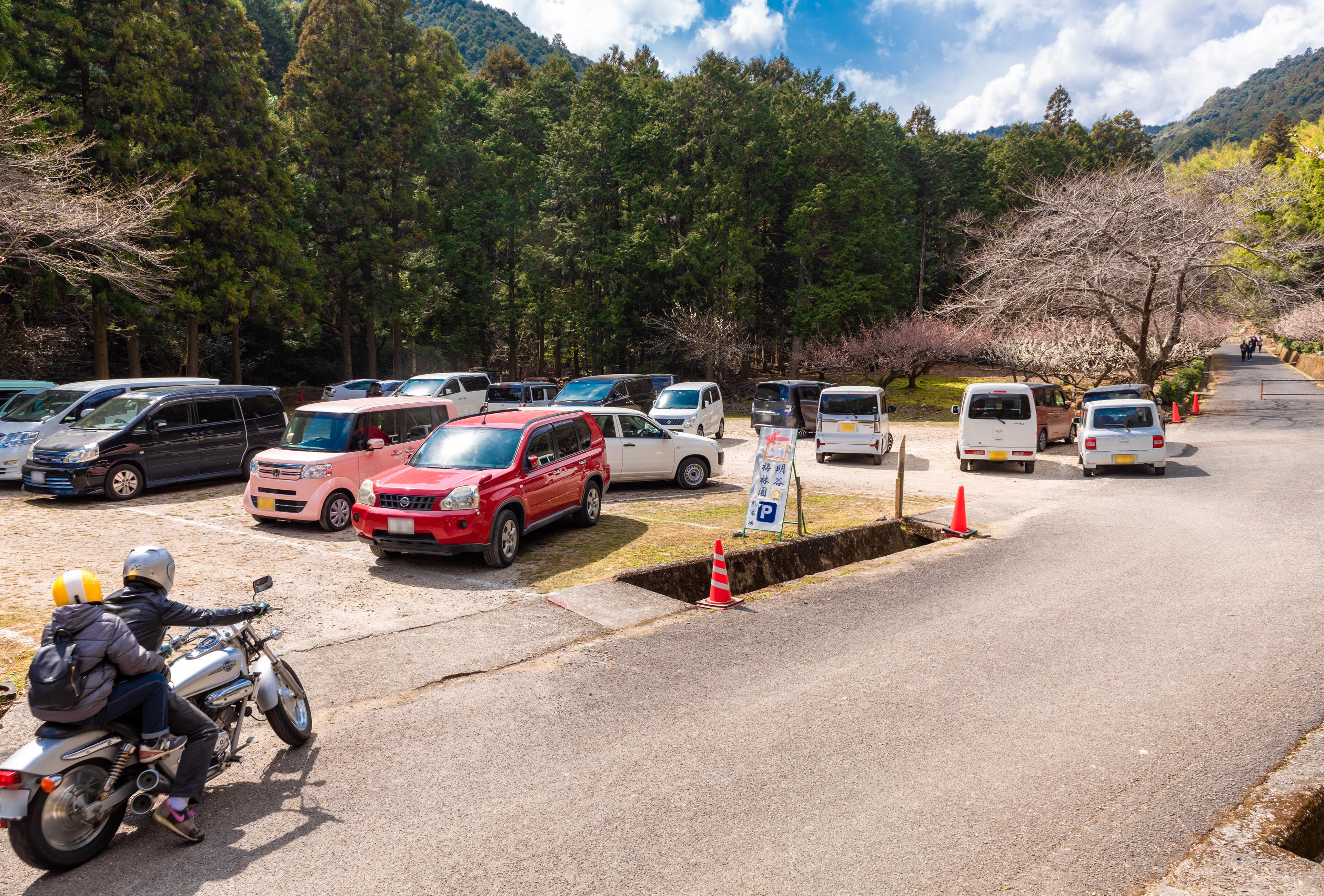
明谷梅林 シーズンには県内外のナンバーが来園
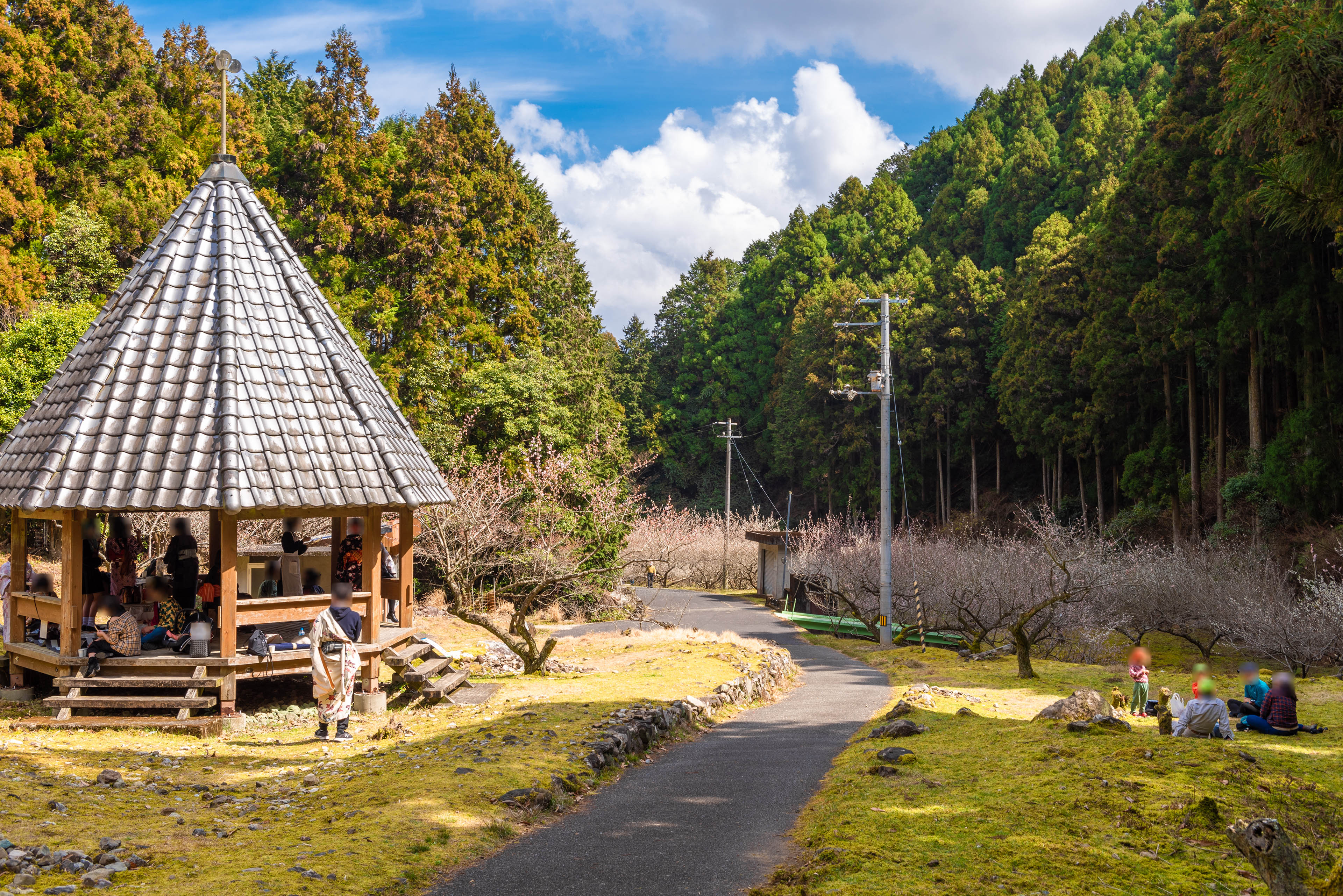
明谷梅林 シーズンは家族連れやカップル、コスプレ愛好家が来園
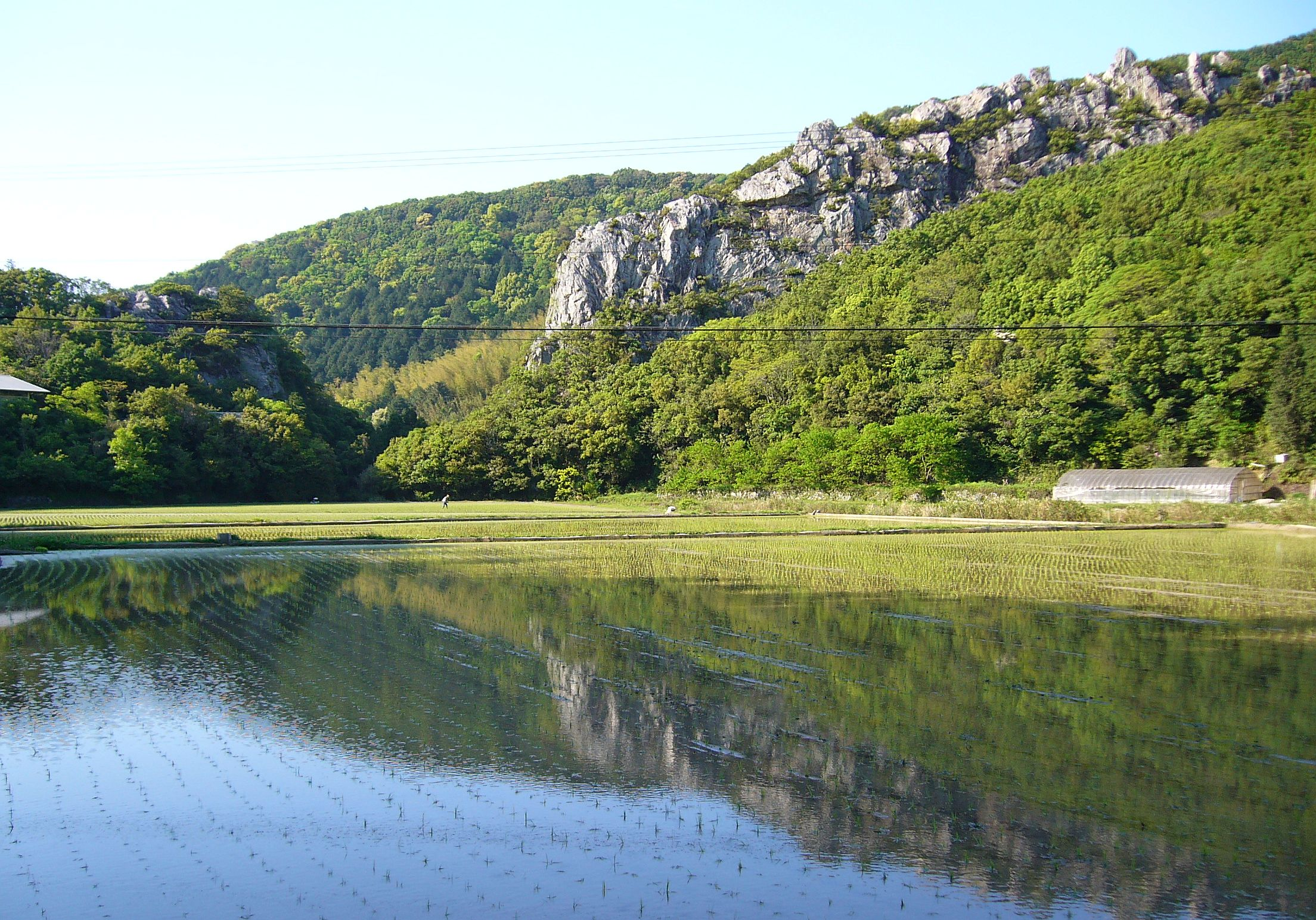
石門公園
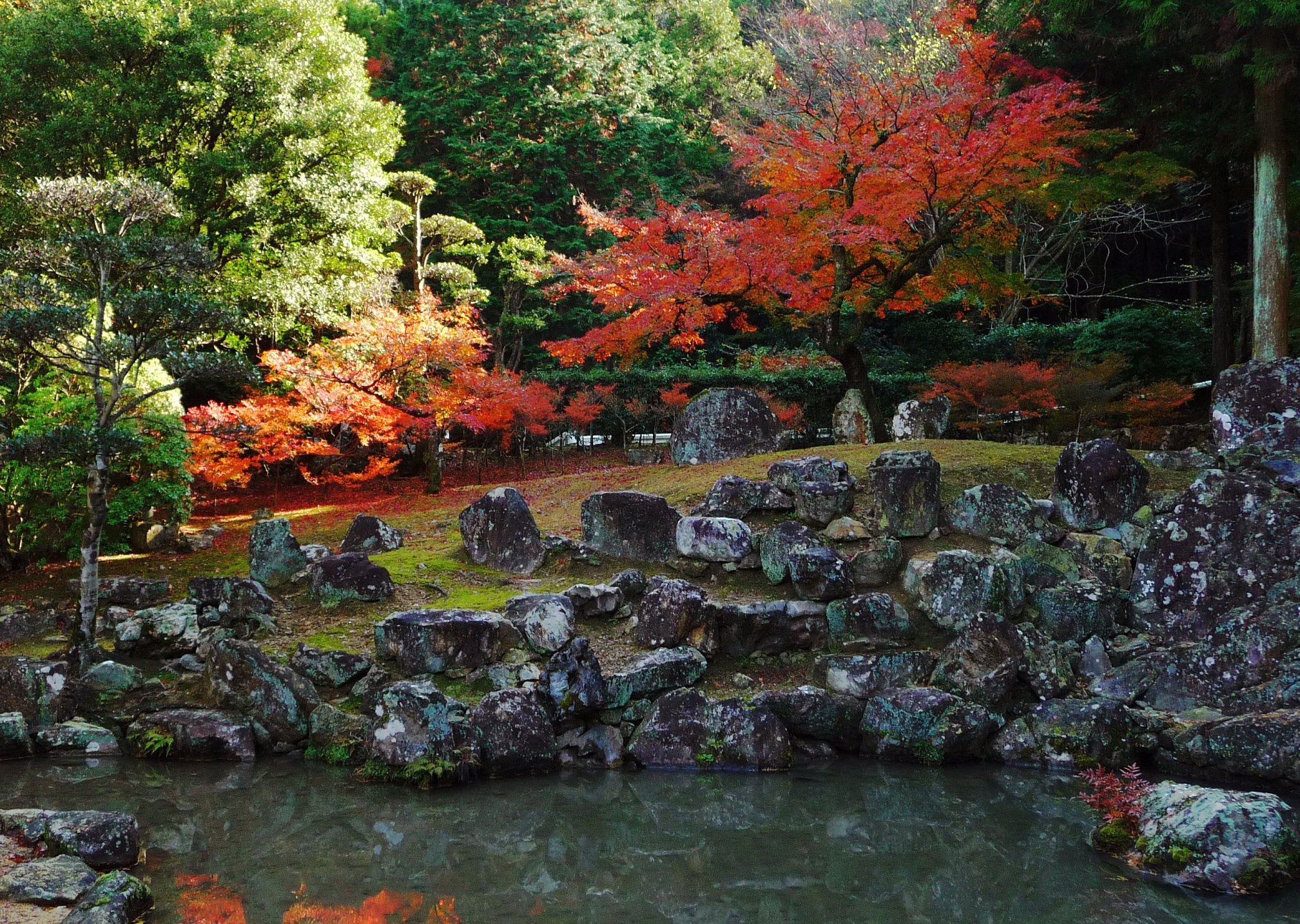
桂国寺

- 明谷梅林
- 石門公園
- 八桙神社
- 王子神社
- 桂国寺
- 吉祥寺
- 八桙寺
- 西方城址
- 亜熱帯性樹林

## 歴史
- 1989年（明治22年） - 那賀郡長生村が誕生。
- 1954年（昭和29年） - 富岡町の大字となる。
- 1958年（昭和33年） - 阿南市が誕生し、現在の町名となる。
- 1962年（昭和37年）6月14日 - 明谷トンネルの建設現場で落盤。作業員16人が生き埋めとなり7人が死亡[2]。

## 施設
- 阿南市立阿南第一中学校
- 阿南市立長生小学校

## 交通

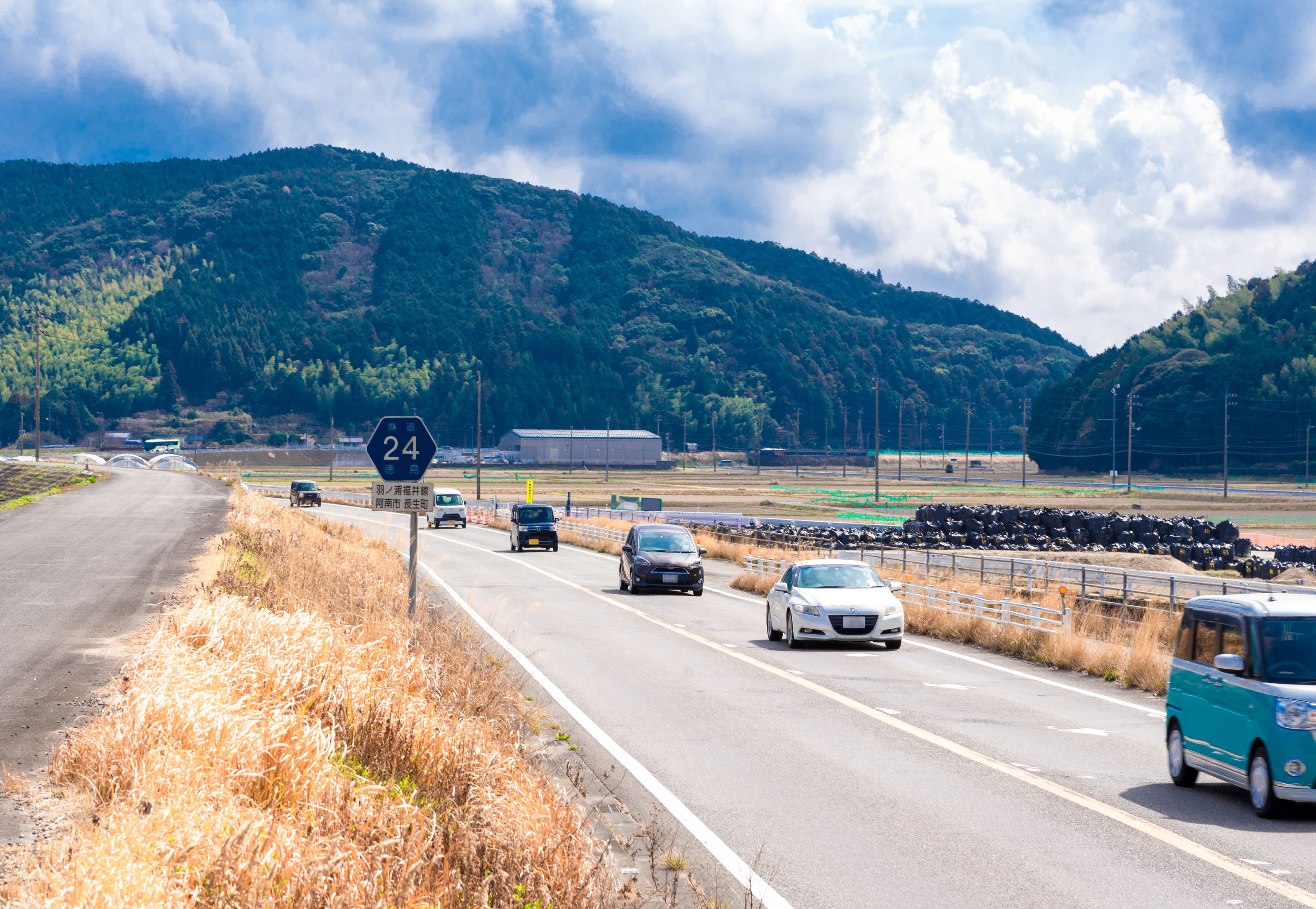
県道24号羽ノ浦福井線 長生町租ヶ谷
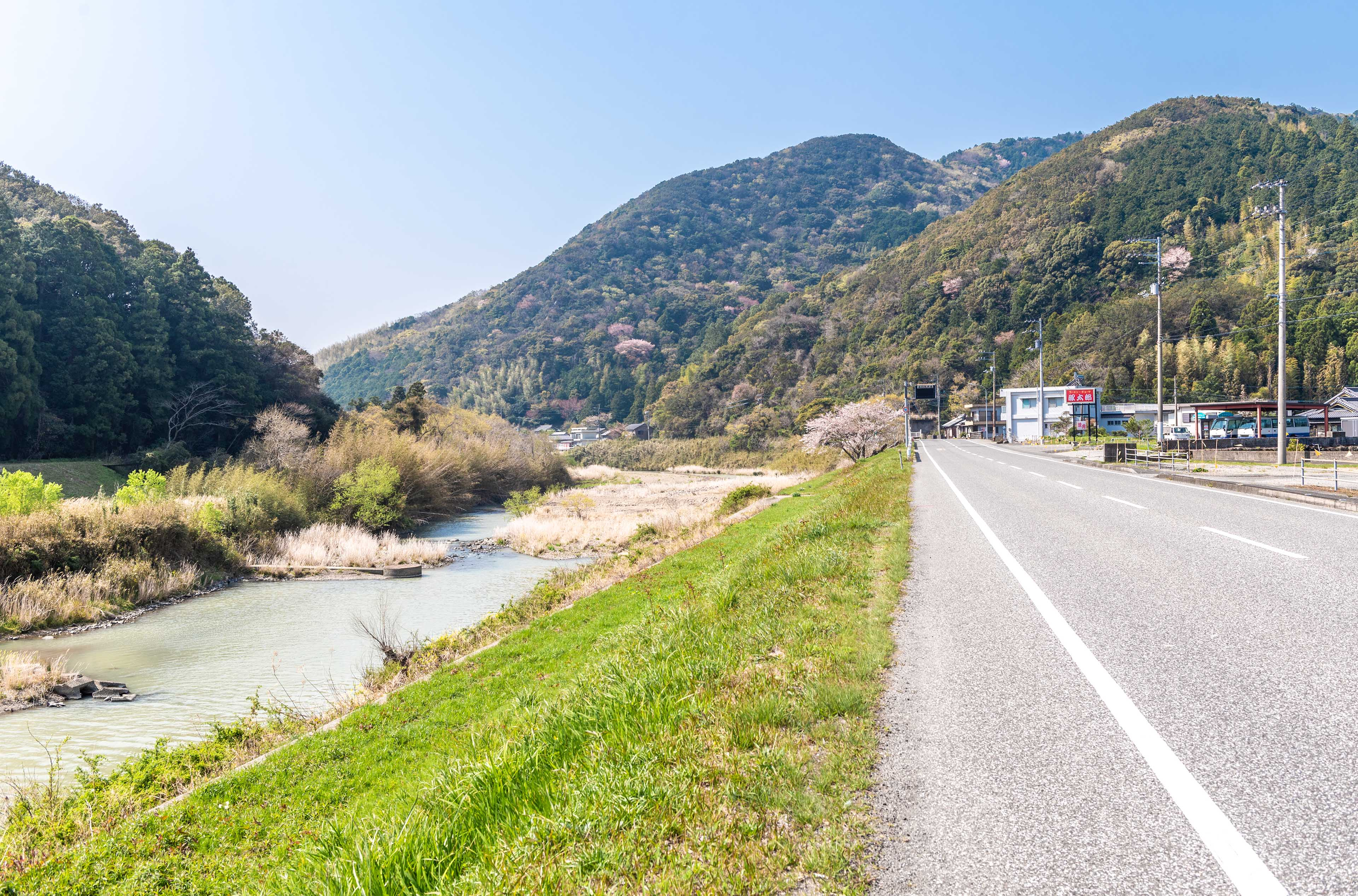
長生インターチェンジ建設地 長生町岩ノ下

### 道路
地域高規格道路
- 桑野道路（阿南安芸自動車道） - 現在未開通
  - 長生インターチェンジ

都道府県道
- 徳島県道24号羽ノ浦福井線
- 徳島県道27号阿南那賀川線
- 徳島県道128号阿南羽ノ浦線

### 路線バス
徳島バス
- 明谷
- 明谷梅林口
- 祖ヶ谷
- 大津田
- 長生
- 長生中
- 西方
- 西方南

## 出身者
- 青江秀 - 官僚。